# Carolina Lo Galbo
Carolina Lo Galbo (Leiden, 1 maart 1980) is een Nederlands journaliste en presentatrice.
Carolina Lo Galbo is dochter van een Italiaanse vader en een Belgische moeder.
Na haar opleiding aan het Stedelijk Gymnasium Leiden en een studie psychologie volgde ze een trainersopleiding aan de Universiteit van Amsterdam. Aan de Universiteit Leiden deed zij de praktijkstudie journalistiek en nieuwe media.
Begin 2006 werd zij redacteur bij Vrij Nederland. Nadat ze er een tijd als verslaggever had gewerkt schreef ze voor dit opinieblad portretterende interviews van onder anderen Arnon Grunberg, Diederik Stapel, Paul Witteman, Heleen van Royen en Maxim Februari. Na tien jaar als redacteur bij Vrij Nederland te hebben gewerkt werkte ze als freelancer voor de Volkskrant en andere bladen. Sinds 1 januari 2017 presenteert zij afwisselend met Jeroen van Kan het VPRO-televisieprogramma Boeken. Eind 2017 hield Lo Galbo een marathoninterview met schrijver Cees Nooteboom.
In 2020 en 2021 presenteerde Lo Galbo De 5 Uur Show voor de Nationale Postcode Loterij op SBS6.
Zij heeft twee kinderen, een zoon en dochter.

## Prijs
In 2010 kreeg ze voor haar interview met Ramsey Nasr de journalistenprijs De Luis.